# 巴尔罗马内斯
巴利罗马内斯，是西班牙加泰罗尼亚巴塞罗那省的一个市镇。总面积11平方公里，总人口2542人（2013年），人口密度238人/平方公里。